# Повзуновидні
Повзунови́дні (Anabantoidei) — підряд риб ряду лабіринтових (Anabantiformes), лабіринтові риби у вузькому сенсі.
Визначальною ознакою цієї групи риб є наявність особливого додаткового органу дихання — лабіринтового апарату. Цей орган виник в результаті пристосування до життя у воді, бідній на кисень, він дозволяє рибам засвоювати кисень із атмосферного повітря. Більше того, деякі види, зокрема риба-повзун, можуть протягом 6-8 годин взагалі обходитись без води.
Лабіринтові риби мешкають у прісних водоймах Південної, Східної й Південно-Східної Азії, а також Центральної, Західної й Південної Африки.

## Морфологія
Підряд об'єднує більше 160 видів риб. За розмірами, будовою тіла і плавців вони сильно різняться між собою.
Довжина тіла більшості видів не перевищує 20 см, але деякі з них, зокрема гігантський гурамі (Osphronemus gorami) може сягати й 70 см завдовжки. З іншого боку, є й зовсім крихітні види, так довжина Parosphromenus ornaticauda, Parasphaerichthys lineatus, Betta channoides становить лише близько 2 см.
Форма тіла може бути приземкуватою або більш-менш витягнутою. Деякі види помірно, інші сильно стиснуті з боків. Морда гостра, з косим не дуже великим ротом, губи часто бувають товстими. Зяброві отвори вузенькі. Черевна порожнина дуже простора, вона поширюється аж на хвостове стебло. Анальний отвір розташований в передній частині тіла. Плавальний міхур довгий, складається з двох частин, майже повністю заповнює задню частину порожнини тіла.
Бічна лінія може бути постійною, розірваною, можуть бути присутні лише її сліди або ж вона буває взагалі відсутня.
Порівняно велика луска вкриває все тіло, а також голову й горло, частково поширюється й на плавці.
Спинний та анальний плавці поділяються на довгу твердопроменеву спереду і коротку м'якопроменеву позаду частини. У деяких видів черевні плавці мають форму довгих нитчастих вусів і виконують роль органів дотику зі смаковими рецепторами. Нерідко окремі промені плавців стирчать за межами їх полотна. У хвостовому плавці можуть бути подовженими середина або нижній і верхній краї.
Самці більшості лабіринтових риб відрізняються яскравішим забарвленням, особливо в шлюбний період.

## Лабіринтовий орган
Характерною ознакою представників підряду є наявність лабіринтового органу, допоміжного органу дихання, розташовуваного у верхній частині зябрової порожнини й утвореного з трансформованих зябрових дуг.
Риби періодично спливають до поверхні й хапають ротом повітря, яке потрапляє до лабіринту, а там вже відбувається насищення крові киснем.
Незважаючи на своє допоміжне призначення, дихання атмосферним повітрям є абсолютно необхідним для лабіринтових риб. Не маючи доступу до поверхні, вони задихаються й гинуть.
Лабіринтові риби не мають лабіринтового органу від народження, він формується у мальків у віці 2-3 тижні.
Рівень розвитку лабіринтового апарату є різним у різних видів. Найбільш розвиненим він є у риби-повзуна, який здатний навіть подорожувати суходолом. Навпаки, зовсім маленьким він є у цейлонського макропода (Belontia signata) з гірських річок Шрі-Ланки. У африканських видів лабіринтовий орган також розвинений слабко.

## Райони поширення
Ареал лабіринтових риб є досить незвичним, він охоплює значні території двох континентів — Азії та Африки. В Азії на півночі він сягає Кореї та північно-східного Китаю, на півдні — островів Суматра, Ява та Калімантан, на заході — долини Гангу та Шрі-Ланки. В Африці представники підряду зустрічаються на південь від Сахари, за виключенням регіонів Східної Африки та Мадагаскару.
Деякі види, що мають господарське значення, були штучно інтродуковані в інших регіонах.
Лабіринтові можуть жити в різних природних і кліматичних умовах. Якщо в північній частині їх азійського ареалу, а також у гірських річках Шрі-Ланки вода може бути доволі прохолодною, то на індонезійських островах її температура цілий рік лишається постійною й дуже високою.
Лабіринтовий орган дозволяє цим рибам жити в біологічно несприятливих умовах, але це зовсім не означає, що вони обмежуються такого плану водоймами.
В Азії лабіринтові мешкають переважно у стоячих або з повільною течією водоймах, часто з густою рослинністю. Це можуть бути периферійні місця річок, ставки, території, що затоплюються під час паводку, зустрічаються навіть на рисових полях та в стічних канавах. Полюбляють місця з густою рослинністю, у відкритій воді практично не зустрічаються.
Африканські види є мешканцями переважно проточних водойм, іноді навіть зустрічаються в річках зі швидкою течією. Температура й хімічні показники води можуть бути різними, часто вони змінюються відповідно до пори року. Рослинність у цих річках зазвичай буває бідною, місцеві лабіринтові тримаються переважно серед коріння, в печерах та інших схованках.

## Систематика
Згідно даних проекту FishBase, станом на червень 2017 року підряд Лабіринтові нараховував 167 видів риб, що належали до 19 родів й об'єднувались у 3 родини:
- родина Анабасові (Anabantidae)
  - підродина Anabantinae
    - рід Anabas (2 види)

  - підродина Ctenopominae
    - роди Sandelia (2 види), Ctenopoma (17 видів), Microctenopoma (12 видів)
- родина Гелостомові (Helostomatidae)
  - підродина Helostomatinae
    - рід Helostoma (1 вид)
- родина Осфронемові (Osphronemidae)
  - підродина Belontiinae
    - рід Belontia (2 види)

  - підродина Osphroneminae
    - рід Osphronemus (4 види)

  - підродина Luciocephalinae
    - роди Luciocephalus (2 види), Sphaerichthys (4 види), Parasphaerichthys (2 види), Ctenops (1 вид),
    - роди Trichogaster (4 види), Trichopodus (6 видів)

  - підродина Macropodusinae
    - роди Macropodus (9 видів), Pseudosphromenus (2 види), Malpulutta (1 вид)
    - рід Parosphromenus (20 видів)
    - рід Betta (73 види)
    - рід Trichopsis (3 види)

Ця схема була побудована в 2006 році (Rüber et al.) на основі молекулярно-філогенетичних досліджень з використанням статистичних методів Баєса та з урахуванням наявних морфологічних даних.
Поділ родини Anabantidae на дві підродини (азійську Anabantinae та африканську Ctenopominae) був зроблений суто за географічним принципом, при цьому монофілія роду Ctenopoma не була підтверджена. Була переглянута філогенетична позиція й встановлене дійсне місце роду Luciocephalus в систематичному дереві лабіринтових риб. Проблемними виявилися також сестринські стосунки між представниками роду Macropodus та рештою Macropodusinae.
Нез'ясованими лишаються стосунки лабіринтових з іншими окунеподібними. Найближче за спорідненістю до них стоїть родина змієголових (Channidae).

## Піклування про потомство
Більшість лабіринтових риб виявляють турботу про потомство, але форми його бувають різними.
Найпоширенішим типом нересту є будівництво гнізда з піни. Представники родів Belontia, Macropodus, Microctenopoma, Trichogaster, Trichopodus, Trichopsis, деякі види Betta будують гніздо на поверхні води. Бульбашки повітря скріплюються слиною, іноді для будівництва використовуються також частинки рослин. Побудовою гнізда займається самець. Нерест відбувається в тісних обіймах безпосередньо під гніздом, ікра спливає догори. Дбайливий батько швидко підбирає ротом ікринки, що випали із кладки, й випльовує їх назад. Крім того, він охороняє гніздо й постійно підпирає його новими бульбашками. Догляд за потомством триває, поки мальки не почнуть вільно плавати.
Гігантські гурамі з роду Osphronemus будують гніздо в товщі води. Представники родів Malpulutta, Parosphromenus, Pseudosphromenus, Sandelia також доглядають за кладкою, але відкладають ікру на рослинний субстрат або у схованці.
Високоспеціалізований тип догляду за потомством демонструють риби з родів Betta, Ctenops, Luciocephalus, Parasphaerichthys і Sphaerichthys, які інкубують ікру в роті. Залежно від виду, це можуть робити як самці, так і самки. Плідність цих риб є нижчою, ніж у більшості лабіринтових.
На протилежному боці в плані турботи про потомство стоять роди Anabas, Ctenopoma і Helostoma. Вони гнізд не будують, а просто викидають велику кількість ікри, яка спливає догори завдяки наявності жирової оболонки. За потомством не доглядають.

## Особливості поведінки
Деякі представники підряду можуть довго лишатися без води. Лідером тут є риба-повзун (Anabas testudineus). Цей вид може пережити повне пересихання своїх рідних водойм. У таких випадках риби або закопуються в мул на дні й впадають у сплячку до настання сезону дощів, або ж переповзають суходолом до іншої водойми.
Гурамі з родів Trichogaster і Trichopodus, полюючи на комах, що літають над водою, випльовують на них краплі води, а тоді підбирають збиту жертву. Такий плювок може здійснюватись на відстань до 7 см. Макропод (Macropodus opercularis) може вистрибувати за здобиччю із води.
Плювання у тих самих гурамі і макроподів можна спостерігати й із іншою метою. Це буває в період нересту, коли самець доглядає за гніздом із піни. Краплі води зазвичай випльовуються на листок рослини, що нависає над водою, а вже з листка вода капає на гніздо.
Деякі види лабіринтових риб, зокрема представники роду Trichopsis, здатні видавати звуки. «Найголоснішим» серед них є гурамі-буркун (Trichopsis vittata), що видає скриплячі звуки, схожі на тихе гарчання собаки. Ці звуки добре чути.
Характерною особливістю багатьох лабіринтових є зміна забарвлення. Види з Південно-Східної Азії змінюють забарвлення залежно від настрою, і відбувається це доволі часто. Найбільш виразно ці особливість виявляється у медового гурамі (Trichogaster chuna), чорного макропода (Macropodus spechti), малайського макропода (Belontia hasselti), плямистого гурамі (Trichopodus trichopterus).
У африканських лабіринтових, наприклад, у шоколадної (Ctenopoma weeksii) або у леопардової ктенопоми (Ctenopoma acutirostre), можна спостерігати зміну забарвлення залежно від віку.
Бійки між представниками одного виду, зазвичай самцями, обмежуються обороною території та захистом потомства. Демонструючи свої розправлені плавці, бійці намагаються нагнати страх на суперника; іноді при цьому вони ще й розкривають зяброві кришки. Найбільш завзятими й непримиренними є самці бійцівської рибки (Betta splendens). Примітивши таку їх особливість, у Таїланді проводять турніри серед бійцівських рибок, роблячи ставки на переможця.

## Господарське значення
Окремі лабіринтові риби є цінними промисловими рибами. Звичайно, це стосується більших за розмірами видів. Місцеві рибалки ловлять такі види як Anabas testudineus, Helostoma temminkii, Osphronemus goramy, Trichopodus pectoralis, Anabas cobojius, Osphronemus exodon, Belontia hasselti. Перші чотири види є ще й об'єктами рибництва.

## Утримання в акваріумі
Багато лабіринтових мають яскраве забарвлення, невеликі розміри, оригінальну будову тіла, цікаву поведінку й добре підходять до утримання в домашньому акваріумі. Півники, плямисті й перлинні гурамі, макроподи, ляліуси й медові гурамі належать до найпопулярніших акваріумних видів риб.
Вони невибагливі до умов утримання й годівлі. Можна годинами спостерігати за їх повільними рухами.
Лабіринтові дихають атмосферним повітрям і тому не потребують великих акваріумів, можуть обходитись без рослинності. Проте краще вони почуваються в просторих акваріумах, де можуть більше рухатись, а густа рослинність надає потрібні їм схованки. Акваріум слід накривати склом, адже ковтнувши холодного повітря рибки можуть застудитись. Аерація в акваріумі не потрібна. Зважаючи на їх спосіб дихання, риби мають мати вільний доступ до поверхні води.
Більшість видів люблять тепло, температура води має становити близько 23-27 °C.
В період нересту вони будують гнізда із бульбашок повітря, кожна з яких оточена слизовою оболонкою. Самиця викидає ікру біля гнізда, самець запліднює ікринки і складає їх у гніздо. Самицю відсаджують, а клопіт за потомством бере на себе самець. За 24—36 годин із ікри з'являються личинки, але вони все ще залишаються в гнізді. Тільки на третій-п'ятий день личинки вичерпують запаси жовткового мішка, перетворюються на мальків, займають горизонтальне положення, починають вільно плавати й самостійно харчуватися. В цей час самець залишає потомство, і його відсаджують в інший акваріум. Протягом 2-3 тижнів мальків годують інфузоріями й коловертками. За цей час у них формується лабіринтовий орган, який дає змогу засвоювати кисень з атмосферного повітря. При хорошому догляді й годівлі мальки швидко ростуть.

## Галерея

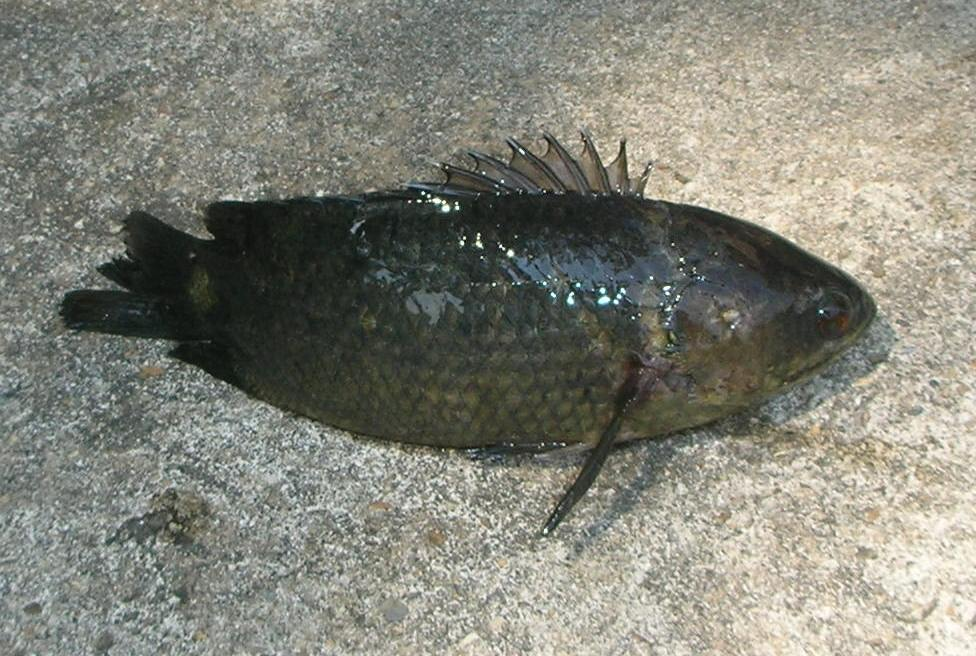
Індійський повзун (Anabas testudineus)
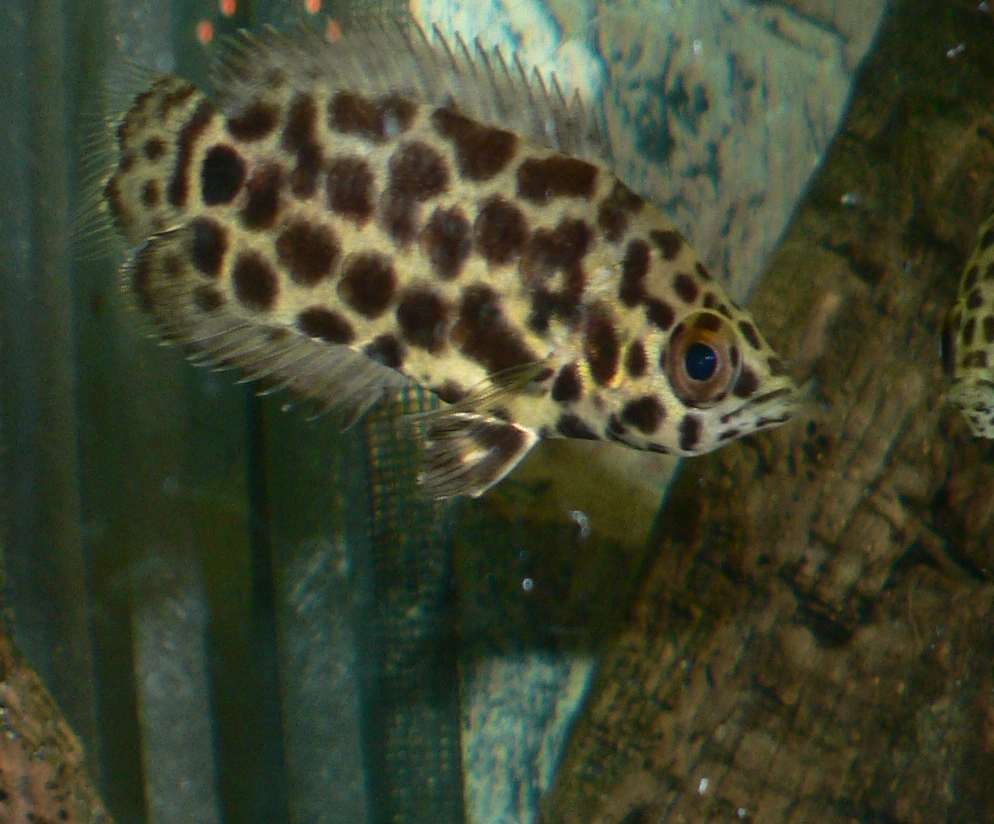
Леопардова ктенопома (Ctenopoma acutirostre)
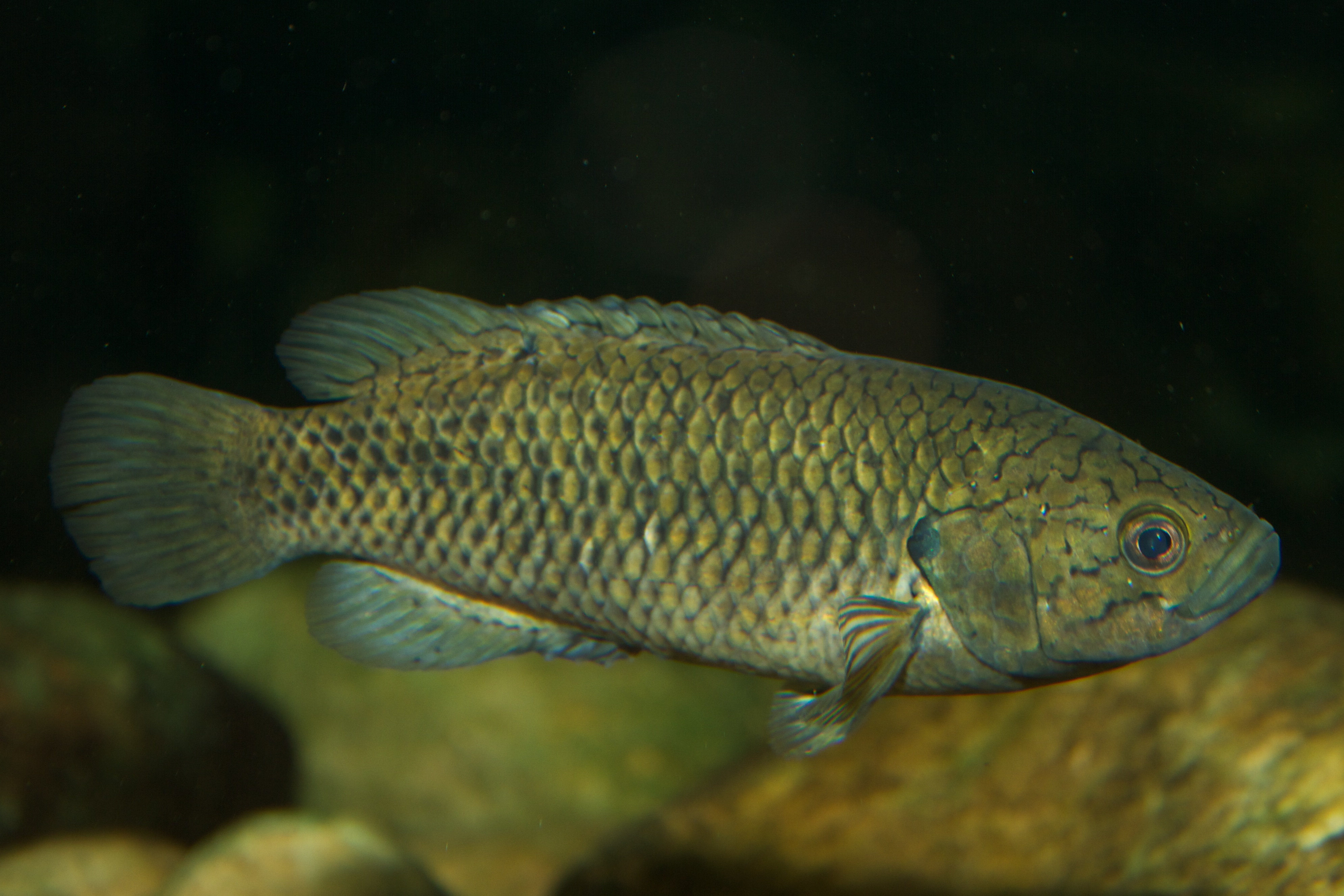
Капська санделія (Sandelia capensis)
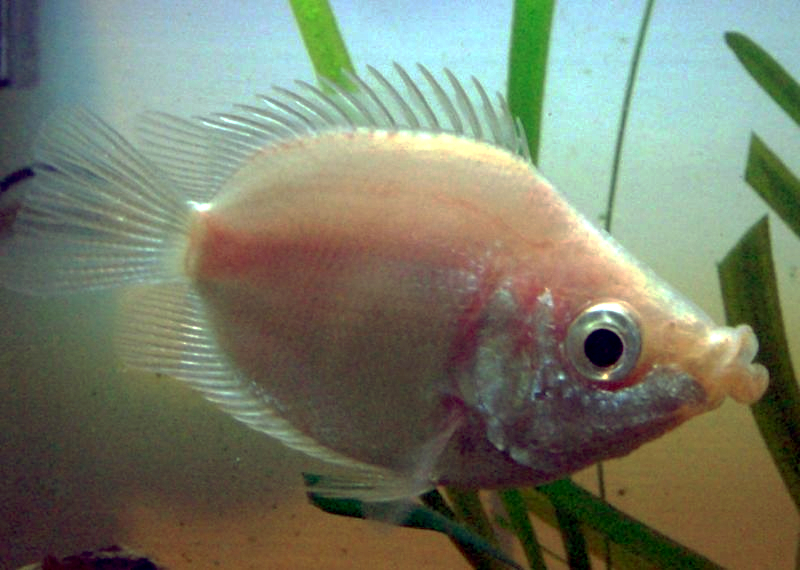
Поцілунковий гурамі (Helostoma temminckii)
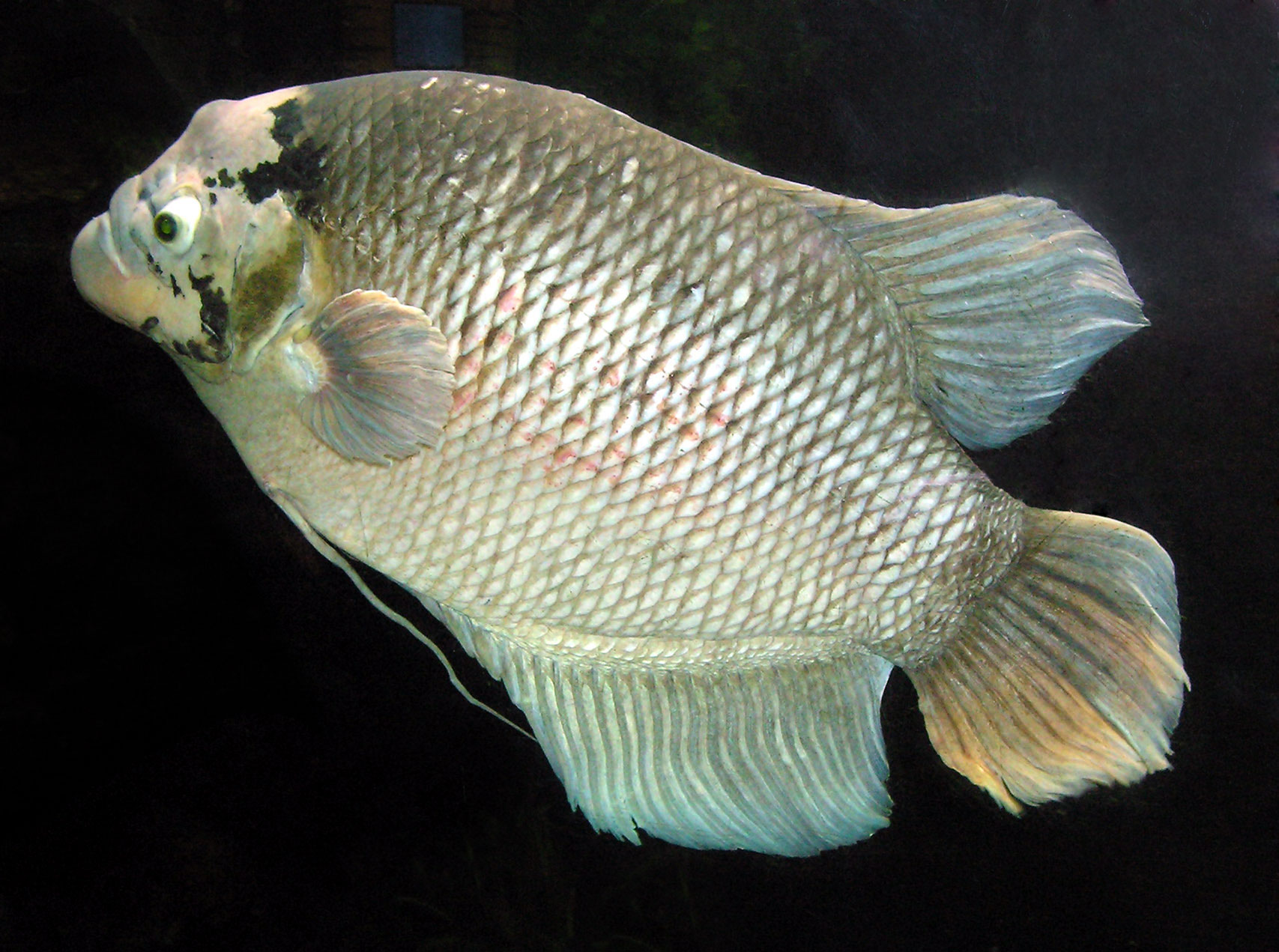
Велетенський гурамі (Osphronemus goramy)
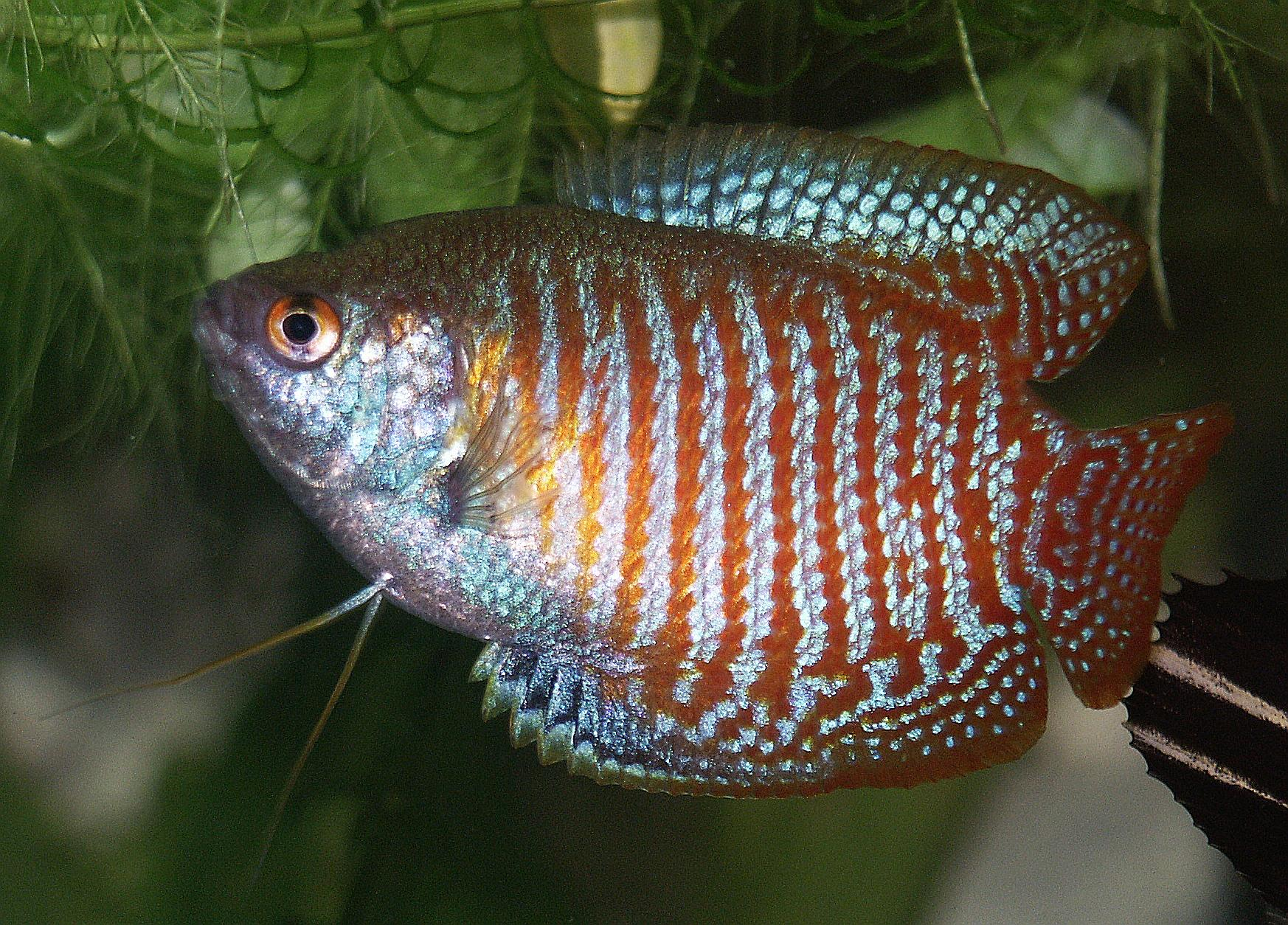
Ляліус (Trichogaster lalius)
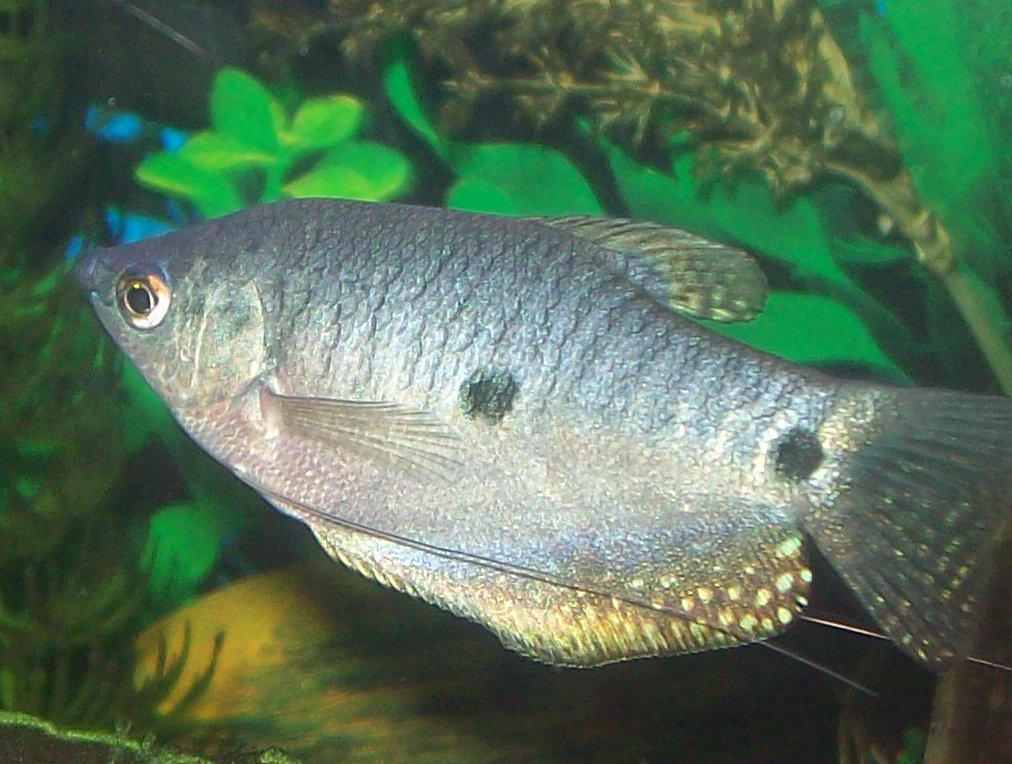
Плямистий гурамі (Trichopodus trichopterus)
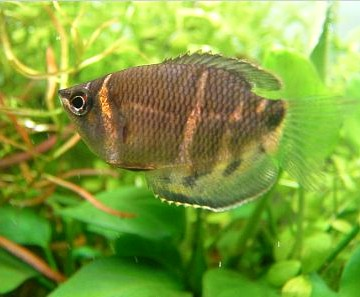
Шоколадний гурамі (Sphaerichthys osphromenoides)
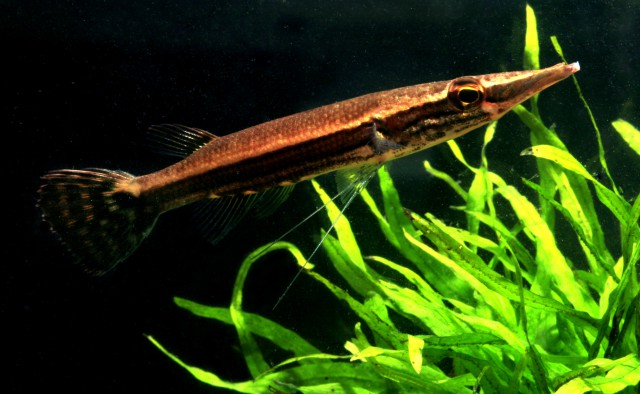
Щукоголов (Luciocephalus pulcher)
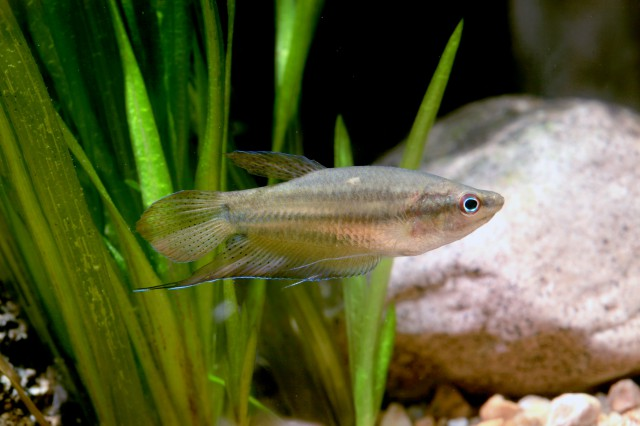
Гурамі-буркун (Trichopsis vittata)
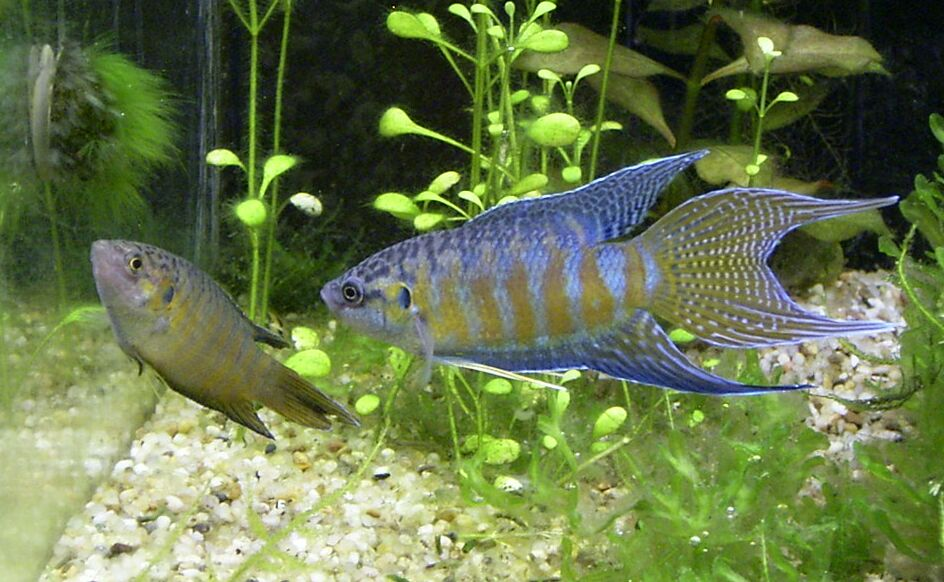
Макропод (Macropodus opercularis)
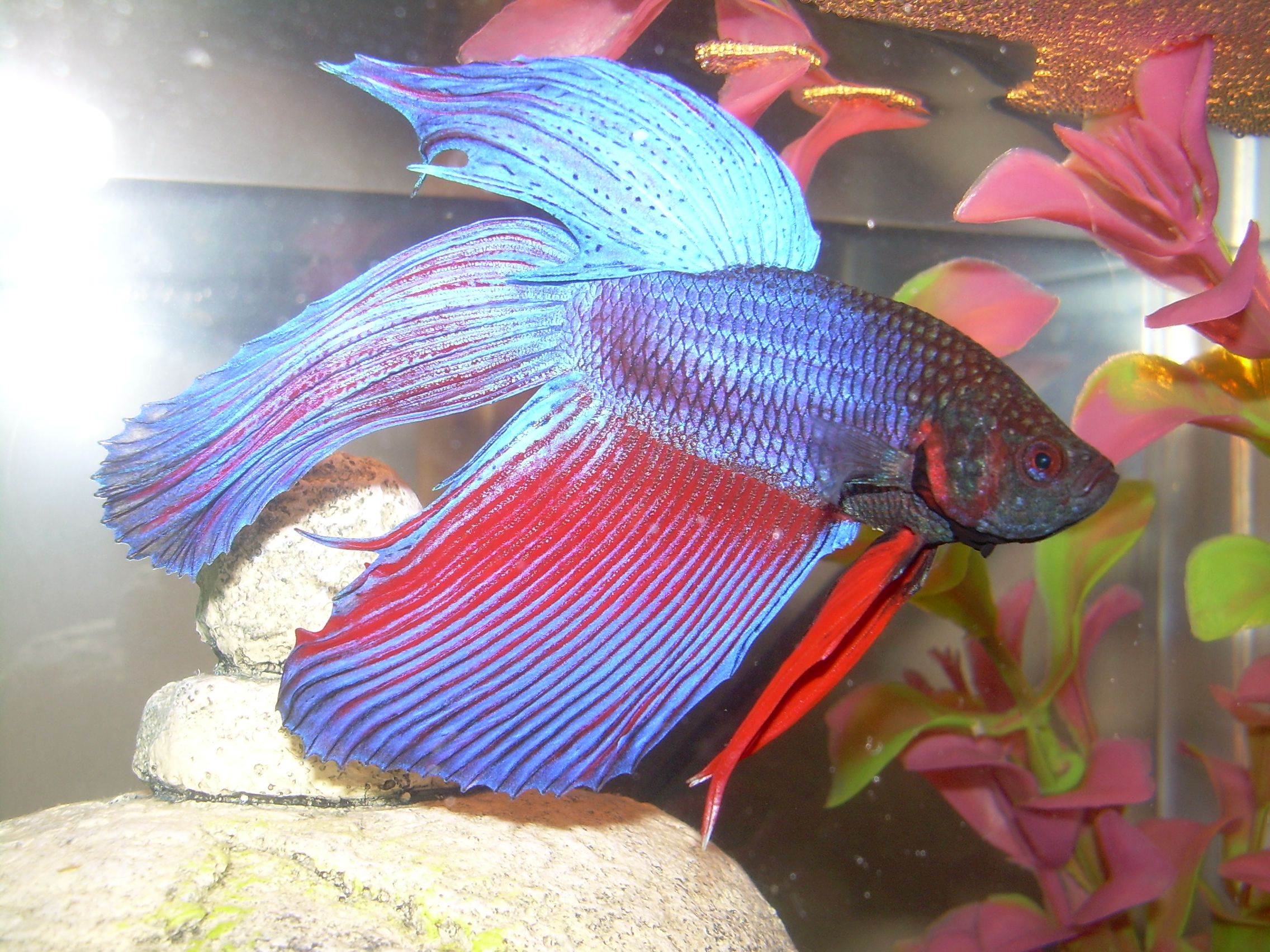
Півник (Betta splendens)